# باقة جت
باقة-جت هو اسم البلدية المشتركة لبلدة باقة الغربية وقرية جت، وهما قريتنا عربيتان تقعان في شمال منطقة المثلث، في قضاء مدينة حيفا. في العام 2003، قررت الحكومة الإسرائيلية توحيد المجلسين المحليتين إلى بلدية مشتركة ضمن خطة لتخفيض عدد السلطات المحلية في إسرائيل، وتم فك الدمج بين البلدتين في العام 2010.

## انظر ايضا
- باقة الغربية.
- جت المثلث.